# Gammacorrectie
Gammacorrectie is een niet-lineaire operatie om de lichtintensiteit, luminantie of helderheid van een afbeelding of bewegend beeld te corrigeren. Deze hoeveelheid gammacorrectie verandert niet alleen de helderheid maar ook de verhouding rood-groen-blauw (RGB). 
Gamma is eigenlijk het contrast of de evenredigheid tussen de helderheid van het beeld en het videosignaal uitgedrukt in volt (V).

## Werking
De RGB-waarden van elke pixel worden omgezet naar een analoge spanning in een CRT-scherm (cathode ray tube) om de elektronenkanonnen aan te sturen. Deze spanning bepaalt de lichtintensiteit. Wanneer dit in praktijk wordt uitgevoerd, blijkt dat de lichtintensiteit gegenereerd door de CRT niet lineair is ten opzichte van de spanning die de CRT aanstuurt.
Met andere woorden, het beeld dat we te zien krijgen op het CRT-scherm wijkt af van het originele beeld; de kleurtinten zullen veel donkerder weergegeven worden. Om dit probleem op te lossen, kunnen we het signaal gaan corrigeren.
Het signaal dat gegenereerd wordt door de CRT kan als volgt uitgedrukt worden: {\displaystyle \ V^{\gamma }},
waarbij V de spanning voorstelt en γ de gammafout voorstelt.
We corrigeren nu het oorspronkelijk signaal door het te verheffen tot de macht 1/γ alvorens het naar de CRT door te sturen waardoor de spanning {\displaystyle V^{1 \over \gamma }} wordt.
Doordat in het gegenereerde signaal van de CRT een gammafout zit, wordt nu de lichtintensiteit: {\displaystyle V^{\gamma  \over \gamma }} ofwel gewoon weer V. Zo is het resultaat dus lineair en wordt het beeld op het CRT-scherm hetzelfde als het oorspronkelijke beeld.
Bij bovenstaande afbeelding is te zien dat wanneer er geen gammacorrectie toegepast wordt, er een veel donkerdere afbeelding dan het origineel ontstaat. Dit is op te lossen door het originele signaal om te buigen zodat er een lichtere afbeelding wordt verkregen. Dit signaal wijkt even veel af van het originele als de donkerdere versie, maar dan tegengesteld. Als beide signalen dan worden samengevoegd zorgt de gammacorrectie, die voor een lichtere tint zorgt, ervoor dat het oorspronkelijke signaal weer hersteld wordt en dat de donkerder tinten dus weggewerkt worden.

## Gebruik
Gammacorrectie wordt bij zowel computers, televisies, digitale camera's als bij printers toegepast.
Er zijn enkele standaardwaarden voor de gamma’s, de meeste CRT-gamma’s liggen tussen 2,2 en 2,5. Zo is het belangrijk te weten, voor het publiceren op WWW, dat Apple Macintosh een gammacorrectie uitvoert in zijn videokaart met een gamma van 1,8 (sedert versie 10.6 "Snow Leopard" is dit ook 2.2). SGI-machines zouden een gamma van 1,4 hebben en de meeste PC’s of Suns doen geen extra gammacorrectie en hebben een CRT-gamma van rond de 2,5. Daardoor zou het logisch zijn, voor de meest voorkomende systemen, om de gamma te corrigeren volgens het gemiddelde van de Macintosh- en de PC-waarden of in cijfers uitgedrukt aan 2,1.
Maar toch maken de meeste mensen die in het vak zitten gebruik van de waarde 2,4, overgenomen van de sRGB-groep. Het sRGB-kleurenmodel, de nieuwe standaard-RGB voor WWW-applicaties, wordt gebruikt met de meeste camera’s, PC’s en printers.
Bij televisiesignalen hangen de gammawaarden af van de videostandaarden (NTSC, PAL of SECAM). Ze maken alle gebruik van bekende waarden die ook dan vastliggen.
Zo heeft NTSC een gamma van 2,2 en PAL een gamma van 2,8.